# Неве-Шалом (Парамарибо)
Невех-Шалом (ивр. בית הכנסת נווה שלום‎; в переводе — Оазис мира) — синагога, возведённая в столице Суринама Парамарибо в 1719 году. Первоначально принадлежала сефардам, покинувшим Йоденсаванну. В 1735 году была продана ашкеназам, обосновавшимся в Суринаме ещё в конце XVII века. В 1780 году подверглась значительному расширению, в результате которого количество мест для мужчин было увеличено до 200. Впоследствии сгорела в ходе пожара. После капитального ремонта и расширения площади в 1835—1837 годах приобрела современный вид.
Величественная деревянная синагога — единственная в настоящее время действующая в Парамарибо и обслуживающая всю еврейскую диаспору Суринама. Представляет собой прекрасную достопримечательность центра столицы. Относится к консервативному направлению иудаизма, придерживающегося шаббата. Находится в конце улицы Йоденстрат.
Священный ковчег, бима и скамейки также выполнены из дерева. Содержит ряд экземпляров Торы, возраст которых насчитывает несколько сотен лет.
Отличительная черта синагоги — песчаный пол. По традиции песок напоминает о 40-летних скитаниях в пустыне после Исхода и инквизиции, уничтожавшей религиозных евреев. Тогда марраны собирались в погребах для отправления культа. На пол они насыпали песок с целью заглушения речей молящихся.
В состав комплекса входят сама синагога, деревянный клуб, в котором собираются верующие после ритуала освящения субботы — кидуша. Местный шамаш заведует как небольшим музеем, так и библиотекой. К тому же в районе синагоги находятся возведённая в 1866 году миква, старый дом раввина и надгробные сефардские памятники XVIII века.